# Maciej Zabłocki
Maciej Zabłocki – skarbnik sieradzki w latach 1768–1769, wojski mniejszy sieradzki w latach 1769-1792, konsyliarz konfederacji barskiej województwa sieradzkiego w 1769 roku.